# Can Bonamic (Sant Esteve de Palautordera)
|  | Per a l'edifici de Santa Maria de Palautordera, vegeu Can Bonamic (Santa Maria de Palautordera). |

Can Bonamic és conjunt d'edificacions, la principal del segle xvi, al municipi de Sant Esteve de Palautordera (Vallès Oriental) inclòs a l'Inventari del Patrimoni Arquitectònic de Catalunya.

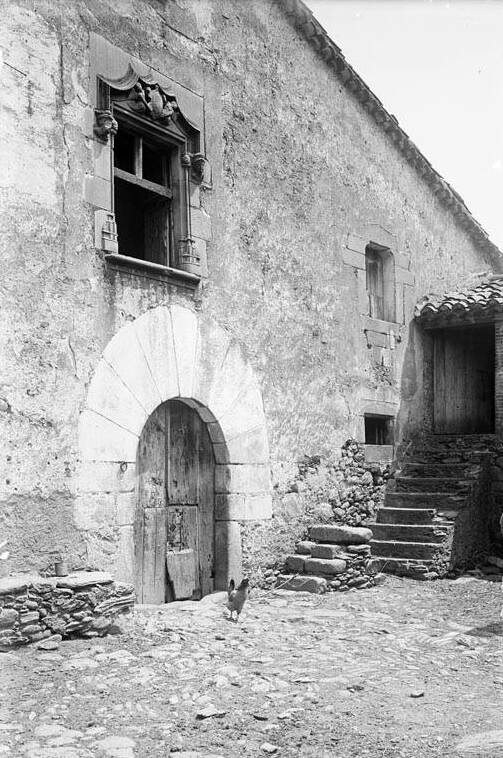
Can Bonamic en una fotografia de Josep Maria Armengol i Bas, entre 1915 i 1925

Aquest conjunt d'edificacions es pot separar en dos grups. Un en el qual trobem l'edifici més important, del segle xvi, i l'altre grup són edificacions més tardanes sense interès arquitectònic. A l'edifici del segle xvi hi ha un finestral en el qual hi ha la data de 1553 en un escut d'armes, també les inicials B X F. A l'escut hi ha dues figuretes que l'aguanten, dos caps a les columnetes i dos caps més grans fins a mig tors, de cara molt expressiva.
S'entra per un pòrtic a un pati interior on hi ha la façana de l'edifici, amb planta baixa, pis i golfes. La coberta és a dos vessants. El portal és un gran arc de mig punt amb pedra i a sobre mateix un finestral d'arc conopial amb esculturetes. Les altres finestres no són tan característiques. En aquest finestral sorprèn la qualitat de les escultures.